# (1459) Магния
(1459) Магния (лат. Magnya) — астероид из группы главного пояса, который был открыт 4 ноября 1937 года советским астрономом Григорием Неуйминым в Симеизской обсерватории Крыма и назван в честь латинского слова Magnya, что в переводе на русский означает чистый, светлый, прекрасный.

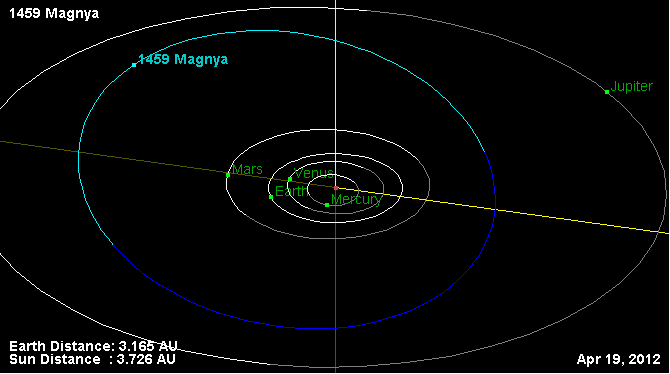
Орбита астероида Магния и его положение в Солнечной системе